# Liste der Baudenkmale in Wolfenbüttel-Ahlum
In der Liste der Baudenkmale in Wolfenbüttel-Ahlum sind alle Baudenkmale des Ortsteils Ahlum der niedersächsischen Stadt Wolfenbüttel aufgelistet. Die Quelle der Baudenkmale ist der Denkmalatlas Niedersachsen. Der Stand der Liste ist der 23. Oktober 2021.

## Allgemein
In den Spalten befinden sich folgende Informationen:
- Lage: die Adresse des Baudenkmales und die geographischen Koordinaten. Kartenansicht, um Koordinaten zu setzen. In der Kartenansicht sind Baudenkmale ohne Koordinaten mit einem roten Marker dargestellt und können in der Karte gesetzt werden. Baudenkmale ohne Bild sind mit einem blauen Marker gekennzeichnet, Baudenkmale mit Bild mit einem grünen Marker.
- Bezeichnung: Bezeichnung des Baudenkmales
- Beschreibung: die Beschreibung des Baudenkmales. Unter § 3 Abs. 2 NDSchG werden Einzeldenkmale und unter § 3 Abs. 3 NDSchG Gruppen baulicher Anlagen und deren Bestandteile ausgewiesen.
- ID: die Objekt-ID des Baudenkmales
- Bild: ein Bild des Baudenkmales, ggf. zusätzlich mit einem Link zu weiteren Fotos des Baudenkmals im Medienarchiv Wikimedia Commons. Wenn man auf das Kamerasymbol klickt, können Fotos zu Baudenkmalen aus dieser Liste hochgeladen werden:

## Baudenkmale

### Gruppe: Ortskern Ahlum
Die Gruppe „Ortskern Ahlum“ hat die ID 33863413.

| Lage                                         | Bezeichnung  | Beschreibung           | ID       | Bild |
| -------------------------------------------- | ------------ | ---------------------- | -------- | ---- |
| Adenemer Weg 10 52° 10′ 24″ N, 10° 36′ 1″ O  | Scheune      |                        | 33891020 | BW   |
| Adenemer Weg 10 52° 10′ 23″ N, 10° 36′ 0″ O  | Wohnhaus     |                        | 33890810 | BW   |
| Adenemer Weg 10 52° 10′ 23″ N, 10° 36′ 1″ O  | Stall/Remise |                        | 33891125 | BW   |
| Adenemer Weg 10a 52° 10′ 24″ N, 10° 36′ 3″ O | Stall        |                        | 33890915 | BW   |
| Adenemer Weg 14 52° 10′ 21″ N, 10° 36′ 1″ O  | Pfarrhof     |                        | 33890328 | BW   |
| Adenemer Weg 52° 10′ 20″ N, 10° 36′ 3″ O     | Kirche       | Kirche St. Maria Ahlum | 33890349 |      |
| Adenemer Weg 52° 10′ 20″ N, 10° 36′ 2″ O     | Kirchhof     |                        | 33890244 | BW   |
| Schulweg 2 52° 10′ 19″ N, 10° 36′ 2″ O       | Schule       |                        | 33890370 | BW   |
| Schulweg 3 52° 10′ 18″ N, 10° 36′ 1″ O       | Wohnhaus     |                        | 33890391 | BW   |
| Schulweg 1 52° 10′ 19″ N, 10° 36′ 3″ O       | Wohnhaus     |                        | 33890539 | BW   |
| Adenemer Weg 19 52° 10′ 19″ N, 10° 36′ 4″ O  | Wohnhaus     |                        | 33890789 | BW   |
| Adenemer Weg 19a 52° 10′ 19″ N, 10° 36′ 5″ O | Wohnhaus     |                        | 33890894 | BW   |
| Adenemer Weg 19 52° 10′ 19″ N, 10° 36′ 5″ O  | Stall        |                        | 33890999 | BW   |
| Adenemer Weg 24 52° 10′ 18″ N, 10° 36′ 3″ O  | Wohnhaus     |                        | 33891146 | BW   |
| Adenemer Weg 24 52° 10′ 17″ N, 10° 36′ 3″ O  | Scheune      |                        | 33891168 | BW   |
| Adenemer Weg 24 52° 10′ 18″ N, 10° 36′ 4″ O  | Stall        |                        | 33891190 | BW   |
| Adenemer Weg 24 52° 10′ 18″ N, 10° 36′ 5″ O  | Stall        |                        | 33890957 | BW   |
| Adenemer Weg 21 52° 10′ 18″ N, 10° 36′ 6″ O  | Wohnhaus     |                        | 33890747 | BW   |
| Adenemer Weg 21 52° 10′ 18″ N, 10° 36′ 7″ O  | Schmiede     |                        | 33890852 | BW   |

### Gruppe: Sylbeeksweg 3, Töpferberg 2
Die Gruppe „Sylbeeksweg 3, Töpferberg 2“ hat die ID 33863383.

| Lage                                       | Bezeichnung           | Beschreibung | ID       | Bild |
| ------------------------------------------ | --------------------- | ------------ | -------- | ---- |
| Sylbeeksweg 3 52° 10′ 18″ N, 10° 36′ 9″ O  | Wohnhaus              |              | 33890768 | BW   |
| Sylbeeksweg 3 52° 10′ 18″ N, 10° 36′ 11″ O | Stall                 |              | 33890873 | BW   |
| Sylbeeksweg 3 52° 10′ 17″ N, 10° 36′ 9″ O  | Scheune               |              | 33890978 | BW   |
| Töpferberg 2 52° 10′ 16″ N, 10° 36′ 9″ O   | Wohnhaus              |              | 33890726 | BW   |
| Töpferberg 2 52° 10′ 16″ N, 10° 36′ 11″ O  | Stall/Scheunengebäude |              | 33890936 | BW   |
| Töpferberg 2 52° 10′ 16″ N, 10° 36′ 10″ O  | Scheune               |              | 33890831 | BW   |
| Töpferberg 2 52° 10′ 16″ N, 10° 36′ 9″ O   | Stall                 |              | 33891041 | BW   |

### Gruppe: Adenemer Weg 1
Die Gruppe „Adenemer Weg 1“ hat die ID 33863413.

| Lage                                                 | Bezeichnung | Beschreibung | ID       | Bild |
| ---------------------------------------------------- | ----------- | ------------ | -------- | ---- |
| Adenemer Weg 1 52° 10′ 29″ N, 10° 35′ 57″ O          | Wohnhaus    |              | 33890265 | BW   |
| Wolfenbütteler Straße 4 52° 10′ 30″ N, 10° 35′ 56″ O | Wohnhaus    |              | 33890286 | BW   |

### Einzelbaudenkmale
| Lage                                        | Bezeichnung                  | Beschreibung            | ID       | Bild |
| ------------------------------------------- | ---------------------------- | ----------------------- | -------- | ---- |
| Adenemer Weg 2 52° 10′ 30″ N, 10° 35′ 59″ O | Wohn-/Wirtschaftsgebäude     |                         | 33890580 | BW   |
| Adenemer Weg 6 52° 10′ 27″ N, 10° 35′ 58″ O | Wohn- und Wirtschaftsgebäude |                         | 33890454 | BW   |
| Feldstraße 6/8 52° 10′ 30″ N, 10° 36′ 5″ O  | Wohnhaus                     | Landarbeiter-Doppelhaus | 33890600 | BW   |
| Südstraße 19 52° 10′ 10″ N, 10° 36′ 8″ O    | Wohn-/Wirtschaftsgebäude     |                         | 33890560 | BW   |
| Sylbeekweg 1 52° 10′ 31″ N, 10° 35′ 57″ O   | Wohn-/Wirtschaftsgebäude     |                         | 33890621 | BW   |